# C21 (음악 그룹)
C21는 덴마크의 보이 밴드이다.

## 디스코그래피
- C21 (2003)
- Listen (2004)